# Daniel Zanello
Daniel Zanello (né le 11 avril 1954 à Bruxelles en Belgique - décédé le 21 janvier 2004 à Bruxelles) est un pianiste et contrebassiste de jazz belge.

## Biographie
Daniel Zanello meurt d'un cancer du cerveau à l'âge de 49 ans et est inhumé à Uccle.